# Вершина (Кадуйский район)
Вершина — деревня в Кадуйском районе Вологодской области.
Входит в состав сельского поселения Семизерье (до 2015 года входила в Рукавицкое сельское поселение), с точки зрения административно-территориального деления — в Чупринский сельсовет.
Расположена на правом берегу реки Петух. Расстояние по автодороге до районного центра Кадуя — 23 км, до центра муниципального образования деревни Малая Рукавицкая — 21 км. Ближайшие населённые пункты — Горка, Корнинская, Малафеево.
По переписи 2002 года население — 6 человек.